# Teste de Chow
Em homenagem a Gregory Chow, este teste estatístico, realizado para a comprovação de "quebra" (rompimento) numa tendência estável de série histórica estatística, consiste na aplicação do teste F, de George W. Snedecor.  Faz parte dos testes de estabilidade econométricos.